# Stenogrammitis subcoriacea
Stenogrammitis subcoriacea là một loài dương xỉ trong họ Polypodiaceae. Loài này được Copel. Labiak mô tả khoa học đầu tiên năm 2011.